# 홍석현 (축구 선수)
홍석현(2002년 2월 21일 ~ )는 대한민국의 축구 선수로, 포지션은 센터백이다. 현재 부산 아이파크 소속이다.